# Ixora lakshnakarae
Ixora lakshnakarae är en måreväxtart som beskrevs av William Grant Craib. Ixora lakshnakarae ingår i släktet Ixora och familjen måreväxter. Inga underarter finns listade i Catalogue of Life.